# McFarlane Strait
McFarlane Strait – cieśnina między Greenwich Island a Wyspą Livingstona w Szetlandach Południowych.

## Nazwa
Nazwa McFarlane Strait pojawiła się po raz pierwszy na mapie z 1822 roku sporządzonej przez angielskiego poławiacza fok George’a Powella (1794–1824) i weszła do międzynarodowego użytku . Cieśnina została nazwana na cześć kapitana Andrew McFarlane’a, poławiacza fok z Liverpoolu, który polował na foki w tym regionie w latach 1820–1821 . Na wcześniejszych mapach cieśnina nazywana była Yankey Sound lub Yanky Sound . 

## Geografia
Cieśnina McFarlane Strait leży między wyspami Greenwich Island a Wyspą Livingstona w Szetlandach Południowych i biegnie z północnego zachodu na południowy wschód . Wejścia do niej znajdują się pomiędzy Williams Point a Duff Point na północnym zachodzie i pomiędzy Renier Point i Ephraim Bluff na południowym wschodzie . Na południu cieśnina jest szeroka i wolna od lodu, od północy wąska. Występują tu silne prądy pływowe.  

## Historia
Do McFarlane Strait dotarł po raz pierwszy najprawdopodobniej brytyjski poławiacz fok Andrew McFarlane. W listopadzie 1820 roku cieśninę badał George Powell (1794–1824). Obszar został sfotografowany z powietrza przez Falkland Islands and Dependencies Aerial Survey Expedition (FIDASE) w latach 1956–1957 i zbadany z lądu przez Falkland Islands Dependencies Survey (FIDS) w latach 1957–1959 .